# جناز
الجناز في المسيحية هي صلوات تقام لراحة نفس الميت بعد موته وطلب غفران جميع خطاياه ليسامحه الرب ويؤهله لنيل الحياة الأبدية وينجيه من العذاب الأبدي. وهي ثلاث جنازات:[بحاجة لدقة أكثر][بحاجة لمصدر] جناز الثالث وجناز التاسع وجناز الأربعين.

## جناز الثالث
يُقام جناز الثالث لراحة نفس الميت، ويشير إلى أن الميت الذي حصل على تركيبه –بحسب العقيدة المسيحية- من الثالوث القدوس. وتُرفع الصلاة في هذا القداس (الجناز) إلى الرب (يسوع) ويُقال فيها:
| جناز | يارب أنت الذي وعدتنا بالقيامة من بعد الموت ونحن بهذا نؤمن وعلى هذا الرجاء، نقدم لك هذا القربان طالبين أنه كما قمت أنت في اليوم الثالث، أن تقيم أخينا الراقد [فلان] الذي رقد على رجاء القيامة والحياة الأبدية وأن تتقبل روحه بين يديك وتغفر له كل ذنوبه وخطاياه. | جناز |

كان هناك اعتقاد شعبي متوارث (تعود إلى قيامة المسيح في اليوم الثالث بعد صلبه) بأن روح الميت تبقى تحوم في مكان موته مدة ثلاثة أيام ومن بعدها تصعد إلى السماء؛ لهذا كانوا يدعون الكاهن ليصلي في البيت لثلاثة أيام وكان الكاهن يقوم بذلك تعزية لأهلة وليسكن السلام والطمأنينة في قلوبهم. يُشار إلى أن الكنيستين الأرثوذكسية والكاثوليكية لا تؤمنان بهذا الاعتقاد، بل تؤمنان بأن روح الميت ترتفع إلى الآخرة لحظة موته.

## جناز التاسع
بحسب الاعتقاد المسيحي، يبدأ جسد الميت بالانحلال والتفتت في اليوم التاسع من موته. ويُعتقد في هذا التحلل دلالة على بداية عودة الميت إلى التراب وهي الحالة التي خلقه الله منها ويتحول فيها من إنسان ترابي إلى روح تشبه الطغمات الملائكية. (الطغمات هي تقسيمات وطبقات ومراتب في العقيدة المسيحية للسمائيين والملائكة).
ويعكس الجناز التاسع ايمان المسيحيين أن الميت أصبح على صورة الملائكة له جسد غير هيولي (أي غير مادي ولا منظور) موجود في مكان الراحة وانتظار يوم الدينونة والقيامة إلى الحياة الأبدية الخالدة.

## جناز الأربعين
يعكس هذا الجناز إيمان المسيحيين بالحياة بعد الموت والعيش برفقة الرب يسوع والقديسين؛ إذ يؤمن المسيحيون بأن تحلل الجسد يمثل عودة التراب إلى التراب و عودة الروح إلى واهبها. وأن هذه الروح سوف تعود وتلتقي الجسد الذي تحلل إلى تراب فيعيده الله إلى التكوين مرة ثانية وتعود الروح إليه ليمثل أمام الله في يوم الدينونة لينال الجزاء العادل؛ الأخيار إلى الحياة الأبدية والأشرار إلى العذاب الأبدي. وتُرفع الصلاة في هذا الجناز ويقال فيها:
| جناز | كما قمت ياربنا من الموت في اليوم الثالث، وبقيت معنا على الأرض مدة أربعين يوماً من بعد قيامتك، ثم في تمام الأربعين يوماً صعدت إلى السماوات أمام رسلك القديسين الأطهار، هكذا أصعد نفس أخينا الراقد [فلان] كما صعدت أنت. وأرحها في الأحضان السماوية. واغفر له كل خطاياه. | جناز |